# Игольная змея
Игольная змея или капская игольная змея (лат. Limaformosa capensis) — неядовитая змея семейства Lamprophiidae. Невосприимчива к яду многих других змей, которыми питается наряду с ящерицами и млекопитающими.

## Внешний вид
Крупная змея длиной тела 1—1,2 м, редко вырастая до 1,75 м. Тело плотное, почти треугольное в сечении, покрыто жёсткими ребристыми чешуями, окружёнными розоватой или серой кожей. Голова широкая и уплощённая, более крупная у самок. Глаза среднего размера, тёмные. Язык розовый. Хвост относительно длинный, занимает 11—14 % от общей длины тела, у самцов несколько длиннее. По средней линии спины проходит ряд слитых с позвоночником чешуй, имеющих два рёбрышка, которые окрашены в жёлтый или белый. Основной фон тела серый или фиолетово-коричневый.

## Распространение
Распространена от южной и восточной Танзании до провинции Квазулу-Натал (ЮАР) на юг и через Зимбабве и северную Ботсвану до Намибии на запад на высоте до 1500 м над уровнем моря.

## Образ жизни
Населяет преимущественно саванны и прибрежные леса. Может встречаться и в более сухих полупустынях. Ведёт ночной образ жизни. Днём прячется в норах, полых брёвнах, подстилке и покинутых термитниках. Двигается медленно, передвигаясь преимущественно по земле. Преследуя добычу, может взбираться на деревья и тростник.
Охотятся по запаху на разнообразных хладнокровных животных, таких как змеи, земноводные, ящерицы (гекконы, сцинки и агамы). Могут также питаться птицами и млекопитающими. В связи с тем, что змеи, в том числе очень ядовитые, такие как шумящая гадюка, составляют основу рациона игольной змеи, она невосприимчива к яду многих из них. При этом сама по себе она не ядовита. Пищу игольная змея умерщвляет сдавливанием сильными челюстями.
При поимке не кусают, но стараются сбежать и выпускают неприятно пахнущую зеленоватую субстанцию из желёз около клоаки или опорожняют кишечник.
Самки откладывают 5-13 яиц размером 3—5 × 1,5—2,5 см. Примерно через три месяца после откладки яиц из них выходят детёныши длиной 40—45 см.

## Природоохранный статус
Международным союзом охраны природы игольчатая змея признана «вызывающей наименьшие опасения» в связи с её широким распространением и отсутствием серьёзных угроз. Ранее вид считался редким, что связано с его скрытным образом жизни.